# Казимир Арве-Туве
Казимир Арве-Туве (фр. Jean-Maurice Casimir Arvet-Touvet, 1841–1913) — французький ботанік.

## Біографія
Його ранні ботанічні дослідження стосувалися видів, що є місцевими для Дофіне, опублікувавши в 1871 році Essai sur les plantes du Dauphiné. Згодом він присвятив свої сили дослідженню роду Hieracium (нечуйвітер). Разом зі своїм другом Марі Клеман Ґастон Ґотьє (1841–1911) він провів дослідження нечуйвітрів, знайдених у Піренеях і на Піренейському півострові. Разом з Готьє він випустив 20-буклетну публікацію про рід.
Протягом останніх кількох років свого життя він брав участь у публікації систематичного каталогу Hieraciorum praesertim Galliae et Hispaniae catalogus systematicus, 1913.

## Роботи
- Essai sur les plantes du Dauphiné : diagnosis specierum novarum vel dubio praeditarum, 1871.
- Hieracium des Alpes françaises ou occidentales de l'Europe. Lyon, Genève, Bâle : Henri George lib. ; Paris : J. Lechevalier, 1888.
- Hieraciotheca gallica et hispanica in collaboration with Gaston Gautier. Exsiccata en 20 fascicules, 1908.
- Hieraciorum praesertim Galliae et Hispaniae catalogus systematicus. Paris, Lib. des Sc. nat. Léon Lhomme, 1913.